# Neil Sedaka
Neil Sedaka (Brooklyn, New York, 13 de março de 1939) é um cantor, pianista e compositor estadunidense geralmente associado com o Brill Building. Ele fez parceria com Howard Greenfield para compor muitos de seus sucessos, tanto para si como para outros cantores. A voz de Sedaka é identificada com a de tenor. O maior sucesso de Neil é a canção "Oh Carol" de 1959. Além de "Oh Carol", outras canções de Neil Sedaka fizeram sucesso entre o final da década de 1950 e início dos anos 1960. "The Diary" (provavelmente de 1958) fez parte da trilha sonora da novela Esplendor, da Rede Globo. As músicas "Breakin' Up Is Hard To Do" e "Calendar Girl", esta última de 1961 e a primeira de 1962, além de "Laughter in the Rain" são outros sucessos do cantor.
Curiosidade: quando o grupo sueco ABBA estava no início de carreira, Neil Sedaka ajudou a fazer a versão em inglês de uma das primeiras canções do grupo nessa língua. A canção é Ring Ring , incluida no álbum de mesmo nome, em 1973.

## Discografia
- 1958 - Neil Sedaka and The Tokens and Coins
- 1959 - Neil Sedaka with The Tokens
- 1959 - Rock with Sedaka (ou apenas "Neil Sedaka")
- 1961 - Circulate
- 1961 - Neil Sedaka Sings Little Devil and His Other Hits
- 1963 - Neil Sedaka Sings His Greatest Hits
- 1963 - Three Great Guys (com Paul Anka e Sam Cooke)
- 1963 - El Pianista Neil Sedaka Interpreta a Neil Sedaka el Compositor
- 1963 - Neil Sedaka Canta en Español
- 1964 - Más Neil Sedaka en Español
- 1964 - Neil Sedaka Italiano
- 1964 - Neil Sedaka Italiano, vol. 2
- 1965 - Smile
- 1969 - Sounds of Sedaka
- 1969 - Workin' on a Groovy Thing
- 1970 - Oh Carol! Neil Sedaka with Stan Applebaum & Orchestra
- 1970 - On Stage (Live)
- 1971 - Emergence
- 1972 - Neil Sedaka
- 1972 - Solitaire
- 1973 - The Tra-La Days Are Over
- 1974 - Laughter in the Rain
- 1974 - Live at the Royal Festival Hall
- 1974 - Sedaka's Back
- 1975 - Overnight Success
- 1975 - The Hungry Years
- 1975 - Oh Carol & Other Big Hits
- 1976 - Sedaka Live in Australia at the South Sydney Junior Leagues Club
- 1976 - Steppin' Out
- 1976 - Stupid Cupid
- 1976 - Laughter & Tears: The Best of Neil Sedaka Today
- 1977 - Neil Sedaka's Greatest Hits
- 1977 - Neil Sedaka & Songs - A Solo Concert (live)
- 1977 - A Song
- 1978 - All You Need Is the Music
- 1978 - The Many Sides of Neil Sedaka
- 1979 - Let's Go Steady Again
- 1979 - Sunny
- 1980 - In the Pocket
- 1981 - Now
- 1984 - Come See About Me
- 1986 - The Good Times
- 1986 - My Friend (dedicado à memória de Howard Greenfield)
- 1991 - Timeless - The Very Best of Neil Sedaka (inclui antigas e novas músicas)
- 1993 - Love Will Keep Us Together (compilação e novas músicas)
- 1994 - Laughter in the Rain: The Best of Neil Sedaka, 1974-80
- 1995 - Classically Sedaka
- 1995 - Tuneweaver
- 1998 - Tales of Love
- 2003 - Brighton Beach Memories - Neil Sedaka Sings Yiddish
- 2003 - The Show Goes On
- 2003 - Oh! Carol: The Complete Recordings, 1955-66 (box com 8 CDs)
- 2006 - The Very Best of Neil Sedaka: The Show Goes On (2 CDs, 46 faixas com 7 "novas" [2003] gravações)
- 2006 - Neil Sedaka: Live at the Royal Albert Hall - The Show Goes On
- 2007 - The Definitive Collection
- 2008 - The Miracle of Christmas
- 2009 - Waking Up Is Hard to Do
- 2009 - The Music of My Life